# Symplektisches Vektorfeld
Ein symplektisches Vektorfeld ist im mathematischen Teilgebiet der symplektischen Geometrie (wiederum ein Teilgebiet der Differentialgeometrie) ein spezielles glattes Vektorfeld auf einer symplektischen Mannigfaltigkeit, welches mit dessen symplektischer Form kompatibel ist.

## Definition
Für eine symplektische Mannigfaltigkeit {\displaystyle (M,\omega )} ist ein glattes Vektorfeld {\displaystyle X\in {\mathfrak {X}}(M)} mit {\displaystyle {\mathcal {L}}_{X}\omega =0} ein symplektisches Vektorfeld. Mit der Cartan-Formel {\displaystyle {\mathcal {L}}_{X}=\mathrm {d} i_{X}+i_{X}\mathrm {d} } und der Geschlossenheit {\displaystyle \mathrm {d} \omega =0} der symplektischen Form {\displaystyle \omega } folgt die äquivalente Bedingung der Geschlossenheit {\displaystyle \mathrm {d} i_{X}\omega =\mathrm {d} (\omega (X,-))=0} der Form {\displaystyle i_{X}\omega =\omega (X,-)}.

## Eigenschaften
- Linearkombinationen von symplektischen Vektorfeldern sind symplektische Vektorfelder. Für Skalare {\displaystyle a,b\in \mathbb {R} } und symplektische Vektorfelder {\displaystyle X,Y\in {\mathfrak {X}}(M)} gilt mit der Linearität des Cartan-Differntials {\displaystyle \mathrm {d} } und der Bilinearität der symplektischen Form {\displaystyle \omega }:
{\displaystyle \mathrm {d} (\omega (aX+bY,-))=\mathrm {d} (a\omega (X,-)+b\omega (Y,-))=a\mathrm {d} (\omega (X,-))+b\mathrm {d} (\omega (Y,-))=0.}
- Lie-Klammern von symplektischen Vektorfeldern sind symplektische Vektorfelder. Für symplektische Vektorfelder {\displaystyle X,Y\in {\mathfrak {X}}(M)} ist:
{\displaystyle {\mathcal {L}}_{[X,Y]}\omega =[{\mathcal {L}}_{X},{\mathcal {L}}_{Y}]\omega =0.}

## Lie-Algebra der symplektischen Vektorfelder
Gemäß der Lemmata bilden die symplektischen Vektorfelder auf einer symplektischen Mannigfaltigkeit {\displaystyle (M,\omega )} einen Vektorraum und mit der Lie-Klammer {\displaystyle [-,-]} sogar eine Lie-Algebra, notiert als {\displaystyle {\mathfrak {Symp}}(M,\omega )}. Diese ist für geschlossenes {\displaystyle M} die Lie-Algebra der Lie-Gruppe der symplektischen Diffeomorphismen {\displaystyle \operatorname {Symp} (M,\omega )}.

## Verbindung mit der De-Rham-Kohomologie
Per Definition ist für ein symplektisches Vektorfeld {\displaystyle X} die {\displaystyle 1}-Form {\displaystyle i_{X}\omega } geschlossen und erzeugt daher ein Element {\displaystyle [i_{X}\omega ]\in H_{\mathrm {dR} }^{1}(M)} der ersten De-Rham-Kohomologie. Aufgrund der Bilinearität der symplektischen Form {\displaystyle \omega } ist diese Zuordnung eine lineare Abbildung:
{\displaystyle {\mathfrak {Symp}}(M,\omega )\rightarrow H_{\mathrm {dR} }^{1}(M),X\mapsto i_{X}\omega .}